# Lilian Uchtenhagen
Lilian Uchtenhagen, née le 7 septembre 1928 à Olten (originaire du même lieu, puis de Sissach) et morte le 6 septembre 2016 à Zurich, est une économiste et personnalité politique suisse, membre du Parti socialiste.

## Biographie

### Origines et famille
Lilian Uchtenhagen naît Lilian Brunner le 7 septembre 1928 à Olten, dans le canton de Soleure. Elle est originaire du même lieu (puis de Sissach, dans le canton de Bâle-Campagne, après son mariage). Elle grandit à Olten avec son frère. 
Son père, August Brunner, est un commerçant, de sensibilité radicale ; sa mère est née Elisabeth Netzer. 
En 1956, elle épouse Ambros Uchtenhagen, psychiatre et directeur du service de psychiatrie sociale de la clinique psychiatrique universitaire de Zurich, pionnier de la politique de la drogue en Suisse, en particulier à propos de la dépénalisation des drogues. Ensemble, ils adoptent trois frères et sœurs originaires de Madagascar. 

### Études
Après l'école de commerce, elle rattrape sa maturité gymnasiale pour faire des études de sciences politiques à partir de 1947 à l’Université de Bâle et à la London School of Economics. Elle obtient un doctorat à Bâle en 1954.  
Elle réalise également une formation d'assistante en psychiatrie aux États-Unis en 1955-1956. 

### Parcours professionnel
Elle enseigne l'économie et l'instruction civique à l'école de la Société des employés de commerce, puis les sciences et l'économie politique à l'école de travail social de Zurich de 1966 à 1986. 

### Parcours politique
Elle mène une activité de militante féministe par son activité au Centre de liaison des associations féminines zurichoises et à l'Alliance de sociétés féminines suisses, et fait partie du comité directeur de l'Association pour le suffrage féminin de 1957 à 1973, suffrage féminin obtenu en 1971. 
Membre du Parti socialiste, elle siège au Conseil communal de Zurich de 1970 à 1974.

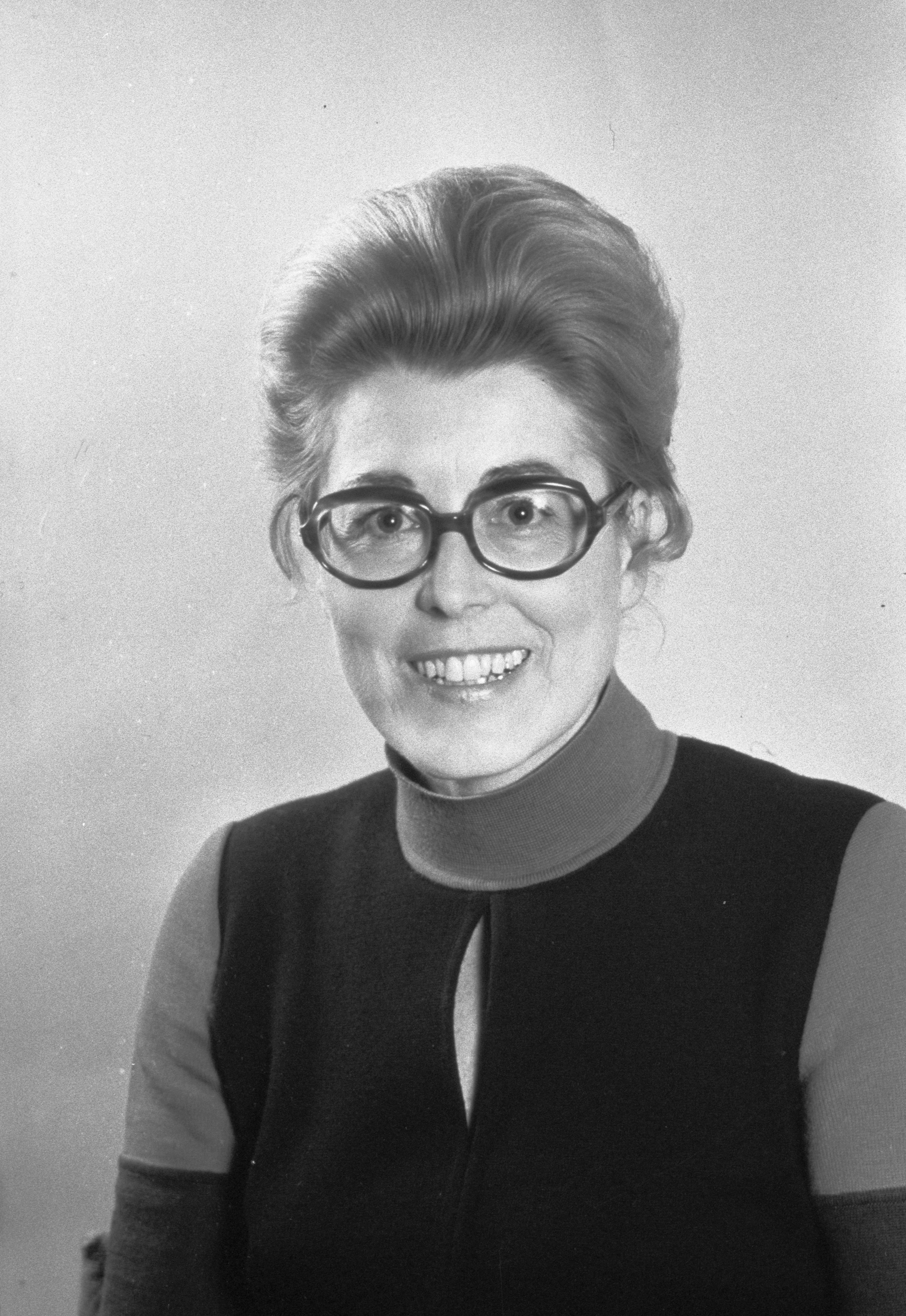
Lilian Uchtenhagen en 1971.

Élue au Conseil national dans le canton de Zurich le 29 novembre 1971, Lilian Uchtenhagen fait partie des premières femmes élues après que les Suissesses aient obtenu le droit de vote au niveau fédéral, et la première à y prendre la parole. Elle restera au Conseil national jusqu'en 1991. 
En 1983, elle est la première candidate féminine officielle au Conseil fédéral, pour la succession de Willi Ritschard. Mais malgré sa désignation comme seule candidate du Parti socialiste, la majorité bourgeoise lui préférera le socialiste Otto Stich, plus consensuel et pourtant peu connu au niveau fédéral. Cette non-élection, préparée en secret par la droite au cours de ce qui sera appelé une « nuit des longs couteaux », provoque une vague d'indignation au sein du Parti socialiste, qui hésite à se retirer du Conseil fédéral, mais également parmi les femmes. Elle démontrait la « toute puissance de la majorité bourgeoise [...] et la pérennité de la domination masculine en politique », douze ans après l'octroi du droit de vote aux femmes en Suisse. 
Lilian Uchtenhagen préside, de 1981 à 1997, la Coop Zurich VLZ, puis, de 1998 à 2003, l'association d'entraide Swissaid.
Elle a été considérée comme très influente, faisant partie de la « bande des quatre » à la tête du Parti socialiste, avec notamment Helmut Hubacher.

### Mort
Elle meurt le 6 septembre 2016 à Zurich, à l'âge de 87 ans.